# Enrico Colombari
Enrico Colombari (La Spezia, 31 gennaio 1905 – Pisa, 7 marzo 1983) è stato un allenatore di calcio e calciatore italiano, di ruolo centrocampista.
Era noto anche come Rico; le stesse fonti erroneamente segnalano una sua nascita a Pisa nel 1904. Era considerato da giornalisti dell'epoca uno dei migliori centromediani del mondo.

## Carriera

### Giocatore

#### Club
Giocò nei primi tempi centrattacco o mezzala, disputando con il Pisa la finalissima per il titolo italiano contro l'allora fortissima e pluri scudettata Pro Vercelli il 24 luglio 1921 a Torino.
Nel 1926 passò al Torino, dove restò 4 anni.

Colombari, a destra del portiere, con la maglia del Savoia nel 1938

Con i granata contribuì allo scudetto revocato del 1927 e a quello valido della stagione successiva, i primi due scudetti vinti dalla squadra piemontese e vi disputò il primo campionato dell'appena costituita Serie A.
Nel 1930 fu ceduto al Napoli di Ascarelli per 265.000 lire,, diventando noto, prima di Jeppson, come "'o Banco 'e Napule"; in Campania restò 7 anni, collezionando 213 presenze (che lo rendono a distanza di ottant'anni uno dei giocatori con più presenze nel club partenopeo) e 6 gol, prima di tornare al Pisa e di chiudere la carriera nelle file del Savoia di Torre Annunziata dove svolse il ruolo di giocatore/allenatore attirando l'attenzione della città per la sua fama.

#### Nazionale
Vestì per 9 volte la maglia della Nazionale di calcio italiana: convocato per la prima volta nel 1926 per la gara Italia-Francia, giocata a Torino ed in cui fu solo riserva, esordì il 14 ottobre 1928 a Zurigo in Italia-Svizzera (3-2) in una partita che il Littoriale definì superba; l'ultima partita giocata la disputò il 1º gennaio 1933, Italia-Germania (3-1). Giocò anche 4 volte con la Nazionale B, sempre come capitano.

Colombari, il primo a destra, nel 1927 con la maglia granata del Torino

### Allenatore
Iniziò la carriera di allenatore nel Savoia di Torre Annunziata in Serie C nel 1938-39. Con lui alla guida (collezionò anche 10 presenze da giocatore) i bianchi arrivarono a sfiorare la promozione in Serie B terminando il campionato al secondo posto alle spalle del Mater Roma per un solo punto. Nelle stagioni 1940-41 e 1941-42 allenò di nuovo il Savoia di Torre Annunziata venendo però esonerato per lo scarso rendimento della squadra. Si accasò però subito alla Ternana, concludendo il campionato in seconda posizione alle spalle della Salernitana; passò poi al Vittorio Veneto.
Ripresa l'attività dopo la guerra, allenò nella stagione 1946-1947 la Pro Mogliano che disputava il campionato di Serie C sfiorando gli spareggi per la Serie B e visti gli ottimi risultati nella stagione 1947-48 fu ingaggiato dal Treviso. Nella stagione 1950-51 ritornò per l'ultima volta a Torre Annunziata per allenare la Torrese.
Nella stagione 1953-1954 allenò il Potenza nel girone G della IV Serie.

## Statistiche

### Presenze e reti nei club
| Stagione        | Squadra         | Campionato      | Campionato | Campionato | Totale | Totale |
| Stagione        | Squadra         | Comp            | Pres       | Reti       | Pres   | Reti   |
| --------------- | --------------- | --------------- | ---------- | ---------- | ------ | ------ |
| 1920-1921       | Pisa            | PC              | 6          | 6          | 6      | 6      |
| 1921-1922       | Pisa            | PD              | 29         | 0          | 29     | 0      |
| 1922-1923       | Pisa            | PD              | 31         | 0          | 31     | 0      |
| 1923-1924       | Pisa            | PD              | 32         | 0          | 32     | 0      |
| 1924-1925       | Pisa            | PD              | 20         | 2          | 20     | 2      |
| 1925-1926       | Pisa            | PD              | 16         | 2          | 16     | 2      |
| Totale Pisa     | Totale Pisa     | Totale Pisa     | 134        | 10         | 134    | 10     |
| 1926-1927       | Torino          | DN              | 17         | 1          | 17     | 1      |
| 1927-1928       | Torino          | DN              | 28         | 1          | 28     | 1      |
| 1928-1929       | Torino          | DN              | 27         | 2          | 27     | 2      |
| 1929-1930       | Torino          | A               | 29         | 0          | 29     | 0      |
| Totale Torino   | Totale Torino   | Totale Torino   | 101        | 4          | 101    | 4      |
| 1930-1931       | Napoli          | A               | 31         | 0          | 31     | 0      |
| 1931-1932       | Napoli          | A               | 32         | 0          | 32     | 0      |
| 1932-1933       | Napoli          | A               | 34         | 0          | 34     | 0      |
| 1933-1934       | Napoli          | A               | 32         | 1          | 32     | 1      |
| 1934-1935       | Napoli          | A               | 28         | 2          | 28     | 2      |
| 1935-1936       | Napoli          | A               | 26         | 1          | 26     | 1      |
| 1936-1937       | Napoli          | A               | 30         | 2          | 30     | 2      |
| Totale Napoli   | Totale Napoli   | Totale Napoli   | 213        | 6          | 213    | 6      |
| 1937-1938       | Pisa            | B               | 21         | 1          | 21     | 1      |
| 1938-1939       | Savoia          | C               | 10         | 0          | 10     | 0      |
| Totale carriera | Totale carriera | Totale carriera | 479        | 21         | 479    | 21     |

### Cronologia presenze e reti in nazionale
| Cronologia completa delle presenze e delle reti in nazionale ― Italia | Cronologia completa delle presenze e delle reti in nazionale ― Italia | Cronologia completa delle presenze e delle reti in nazionale ― Italia | Cronologia completa delle presenze e delle reti in nazionale ― Italia | Cronologia completa delle presenze e delle reti in nazionale ― Italia | Cronologia completa delle presenze e delle reti in nazionale ― Italia | Cronologia completa delle presenze e delle reti in nazionale ― Italia | Cronologia completa delle presenze e delle reti in nazionale ― Italia |
| Data                                                                  | Città                                                                 | In casa                                                               | Risultato                                                             | Ospiti                                                                | Competizione                                                          | Reti                                                                  | Note                                                                  |
| --------------------------------------------------------------------- | --------------------------------------------------------------------- | --------------------------------------------------------------------- | --------------------------------------------------------------------- | --------------------------------------------------------------------- | --------------------------------------------------------------------- | --------------------------------------------------------------------- | --------------------------------------------------------------------- |
| 14-10-1928                                                            | Zurigo                                                                | Svizzera                                                              | 2 – 3                                                                 | Italia                                                                | Coppa Internazionale                                                  | -                                                                     |                                                                       |
| 2-12-1928                                                             | Milano                                                                | Italia                                                                | 3 – 2                                                                 | Paesi Bassi                                                           | Amichevole                                                            | -                                                                     |                                                                       |
| 1-12-1929                                                             | Milano                                                                | Italia                                                                | 6 – 1                                                                 | Portogallo                                                            | Amichevole                                                            | -                                                                     |                                                                       |
| 6-4-1930                                                              | Amsterdam                                                             | Paesi Bassi                                                           | 1 – 1                                                                 | Italia                                                                | Amichevole                                                            | -                                                                     |                                                                       |
| 11-5-1930                                                             | Budapest                                                              | Ungheria                                                              | 0 – 5                                                                 | Italia                                                                | Coppa Internazionale                                                  | -                                                                     |                                                                       |
| 22-6-1930                                                             | Bologna                                                               | Italia                                                                | 2 – 3                                                                 | Spagna                                                                | Amichevole                                                            | -                                                                     |                                                                       |
| 14-2-1932                                                             | Napoli                                                                | Italia                                                                | 3 – 0                                                                 | Svizzera                                                              | Coppa Internazionale                                                  | -                                                                     |                                                                       |
| 27-11-1932                                                            | Milano                                                                | Italia                                                                | 4 – 2                                                                 | Ungheria                                                              | Amichevole                                                            | -                                                                     |                                                                       |
| 1-1-1933                                                              | Bologna                                                               | Italia                                                                | 3 – 1                                                                 | Germania                                                              | Amichevole                                                            | -                                                                     |                                                                       |
| Totale                                                                |                                                                       | Presenze                                                              | 9                                                                     |                                                                       | Reti                                                                  | 0                                                                     |                                                                       |

## Palmarès

### Giocatore
- Campionato italiano: 1 (revocato)

Torino: 1926-1927
- Campionato italiano: 1

Torino: 1927-1928